# مسجد الكالوتي

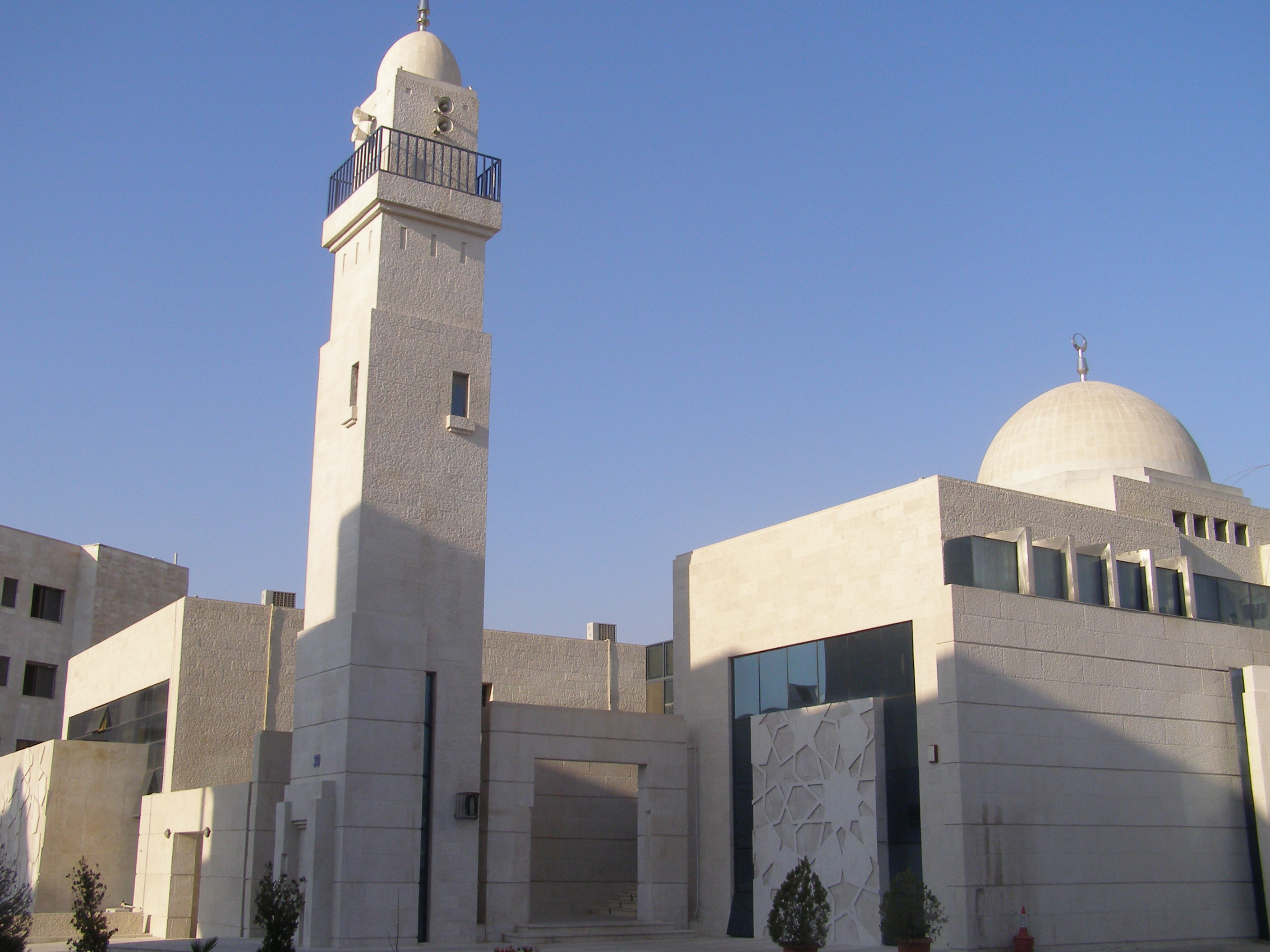
مسجد الكالوتي

مسجد الكالوتي  من أحدث مساجد العاصمة الأردنية عمان. يقع على تقاطع الاتصالات في حي الرابية غرب المدينة. يتداخل كل من الحداثة والفن الزخرفي القديم بشكل مميز في تصميمه. بني كوقف لعائلة الكالوتي مقدسية فلسطينية عريقة. والمسجد هو الأقرب للسفارة الإسرائيلية فكثيرا ما يحتشد المصلون لصلاة الجمعة فيه ثم ينطلقون في مظاهرات احتجاجية باتجاه السفارة الإسرائيلية لما تقوم به قوات الاحتلال الإسرائيلي من أعمال عدائية ضد أهالي الضفة الغربية وقطاع غزة.